# Цингулотомия
Передняя цингулотомия (ACING) — нейрохирургическая операция, проводящаяся под общим или местным обезболиванием с внутривенным введением седативных препаратов.

## Суть
Целями для деструкции при цингулотомии являются нервные волокна поясного тракта (часть круга Папеца), расположенные над мозолистым телом в том месте, где он проходит через переднюю поясную извилину. Хирургическое вмешательство также приводит к деструкции определенного участка коры передней части поясной извилины. Место разрушения находится на 20-25 мм позади от переднего рога бокового желудочка мозга в 7 мм от средней линии.
Эта операция была первоначально разработана для лечения стойкого болевого синдрома, однако есть и другие показания для её применения, в частности тревожные и депрессивные расстройства, а также обсессивно-компульсивное расстройство.